# Connor Fields
Connor Fields (Plano (Texas), 14 september 1992) is een Amerikaanse BMX'er. Hij won goud op de Olympische Spelen in Rio de Janeiro in 2016.

## Levensloop
Fields begon op zijn zevende met BMX'en nadat zijn moeder een advertentie van de plaatselijke BMX-baan had gezien in een fietswinkel in de buurt van hun huis in Las Vegas. Hij leerde de Canadese BMX'er Tory Nyhaugh kennen toen hij acht was. Sindsdien zijn beide mannen goed bevriend.
In 2009 stond Fieds in het wereldbekercircuit voor de eerste keer op het podium. Een jaar later (2010) werd hij derde in het algemeen klassement. In 2012 eindigde hij als tweede, maar de Olympische Spelen in Londen in datzelfde jaar verliepen teleurstellend met slechts een zevende plaats. Hij werd wel wereldkampioen, een prestatie die hij een jaar (2013) later herhaalde. In datzelfde jaar won hij het wereldbekerklassement, in 2017 werd hij wederom tweede. 
Gedurende zijn carrière had Fields meerdere tegenvallers. Zo scheurde hij in 2009 zijn milt en brak in april 2016 zijn pols. Hij was echter op tijd terug voor de Olympische Spelen in Rio de Janeiro, waar hij in de finale het grootste succes in zijn carrière behaalde door onder anderen de Nederlander Jelle van Gorkom te verslaan. In 2020 eindigde Fields als eerste in het Wereldbekerklassement. Als gevolg van de Coronapandemie werden er maar drie races gehouden, waarvan Fields er twee won in een weekend. Tijdens de Olympische Spelen in Tokio in 2021  werd hij na een val afgevoerd naar het ziekenhuis, hoewel hij op papier de finale had gehaald. In augustus 2022 kondigde Fields zijn pensioen aan. Sindsdien coacht hij andere BMX'ers en geeft lezingen als motivatiespreker.
2008: Māris Štrombergs ·
2012: Māris Štrombergs ·
2016: Connor Fields ·
2020: Niek Kimmann ·
2024: Joris Daudet